# Steinfeld (Alsó-Szászország)
Steinfeld település Németországban, azon belül Alsó-Szászország tartományban. Lakosainak száma 10 509 fő (2023. december 31.). Steinfeld Diepholz és Damme községekkel határos.

## Népesség
A település népességének változása:
| Lakosok száma | 9968 | 10 010 | 10 054 | 10 316 | 10 377 | 10 509 |
|               | 2016 | 2017   | 2019   | 2021   | 2022   | 2023   |